# Аран (Рона Алпи, Ен)
Аран (фр. Aranc) насеље је и општина у источној Француској у региону Рона-Алпи, у департману Ен (Рона-Алпи) која припада префектури Belley.
По подацима из 2011. године у општини је живело 306 становника, а густина насељености је износила 14,13 становника/km². Општина се простире на површини од 21,65 km². Налази се на средњој надморској висини од 750 метара (максималној 1.011 m, а минималној 431 m).

## Демографија
| 1962. | 1968. | 1975. | 1982. | 1990. | 1999. | 2011. |
| ----- | ----- | ----- | ----- | ----- | ----- | ----- |
| 263   | 296   | 269   | 273   | 291   | 275   | 306   |

График промене броја становника у току последњих година